# Авіаносці типу «Сенгамон»
Авіаносці типу «Сенгамон» (англ. Sangamon-class escort carrier) — серія ескортних авіаносців США часів Другої світової війни.

## Представники
| Назва               | Номер  | Закладений           | Спущений на воду      | Вступив у стрій      | Доля                              |
| ------------------- | ------ | -------------------- | --------------------- | -------------------- | --------------------------------- |
| «Сенгамон» Sangamon | CVE-26 | 13 березня 1939 року | 4 листопада 1939 року | 25 серпня 1942 року  | Виключений зі списків у 1945 році |
| «Суоні» Suwannee    | CVE-27 | 3 червня 1938 року   | 4 березня 1939 року   | 24 вересня 1942 року | Виключений зі списків у 1959 році |
| «Ченанго» Chenango  | CVE-28 | 10 липня 1938 року   | 1 квітня 1939 року    | 19 вересня 1942 року | Виключений зі списків у 1959 році |
| «Санті» Santee      | CVE-29 | 31 травня 1938 року  | 4 березня 1939 року   | 24 серпня 1942 року  | Виключений зі списків у 1959 році |

## Історія створення
Закладені як нафтоналивні танкери типу T-3 на замовлення Морської комісії, добудовані як ескадрені танкери ВМС.
Відчувши брак авіаносців, крім розміщення замовлень на побудову нових авіаносців, ВМС США перебудовували в них також цивільні судна. Роботи тривали з лютого по серпень 1942 року. Військовики хотіли перебудувати на авіаносці набагато більше танкерів, проте зіткнулись з нестачею танкерного флоту. Замість них стали будувати дешевші авіаносці типу «Касабланка».

## Конструкція
Авіаносці типу «Сенгамон» були набагато більші за авіаносці типу «Лонг Айленд», перебудовані із суден типу C-3. Польотна палуба мала розміри 153×25,9 м, ангар — 60,4 х 21×5,33 м.
Початково на авіаносцях встановили одну катапульту типу H-II. В 1944 році додали ще одну. Два ліфти (12,8 х 10,4 м) піднімали літаки масою до 6,3 т. Частково були збережені вантажні танки — кожен корабель, подібно до англійських «торгових авіаносців» (MAC), міг прийняти 12 876 тонн нафти, але реально до цього справа жодного разу не дійшла. Ближче до кінця війни частину вантажних танків стали використовувати для живлення корабельних котлів, що збільшило запас палива до 4780 тонн, дальність плавання виросла до 23 900 миль (при швидкості 15 вузлів).
Артилерійське озброєння авіаносців постійно посилювалось: неуніверсальні 127-мм гармати замінили на універсальні такого ж калібру з довжиною ствола 38 калібрів, кількість «бофорсів» до 1945 року досягла 28, а 20-мм «ерліконів» — 21.
У 1942 році всі кораблі отримали радіомаяки YE, радари SG і SC (останні пізніше замінили на SC-2).

## Характеристика проєкту
Порівняно з іншими ескортними авіаносцями «Сенгамон» відзначався більшою живучістю (за рахунок розділення корпусу на герметичні танки), більшим запасом палива (дальність плавання майже 24 000 миль на 15 вузлах) і в цілому був вдалим проєктом. Саме його взяли за основу при проєктуванні нової великої серії ескортних авіаносців типу «Комменсмент Бей».